# Communauté d'agglomération du Centre Littoral
La CA du Centre Littoral (CACL) est une communauté d’agglomération française, située dans la région monodépartementale française d'outre-mer de la Guyane.

## Histoire
La CACL a succédé par transformation au 1er janvier 2012 à la communauté de communes, elle-même créée le 9 juin 1997 par arrêté préfectoral pour répondre à la nécessité de créer de nouvelles solidarités entre les 6 communes membres et aussi afin de réduire le risque d'établissement de politiques communales divergentes. La CACL est un territoire d'environ 5 000 km2, avec 97 265 habitants en 1999, 121 490 habitants en 2012 et en 2017 sa population est de 138 920 habitants.

## Territoire communautaire

### Composition
La communauté d'agglomération est composée des 6 communes suivantes :

| Nom                    | Code Insee | Gentilé     | Superficie (km2) | Population (dernière pop. légale) | Densité (hab./km2) |
| ---------------------- | ---------- | ----------- | ---------------- | --------------------------------- | ------------------ |
| Cayenne (siège)        | 97302      | Cayennais   | 23,6             | 63 956 (2022)                     | 2 710              |
| Macouria               | 97305      | Macouriens  | 377,5            | 18 807 (2022)                     | 50                 |
| Matoury                | 97307      | Matouriens  | 137,19           | 35 551 (2022)                     | 259                |
| Montsinéry-Tonnegrande | 97313      |             | 600              | 3 457 (2022)                      | 5,8                |
| Remire-Montjoly        | 97309      | Montjoliens | 46,11            | 27 037 (2022)                     | 586                |
| Roura                  | 97310      |             | 3 902,5          | 3 382 (2022)                      | 0,87               |

### Démographie
| 1967   | 1974   | 1982   | 1990   | 1999   | 2008    | 2013    | 2019    | 2021    |
| ------ | ------ | ------ | ------ | ------ | ------- | ------- | ------- | ------- |
| 28 257 | 35 812 | 49 118 | 66 803 | 92 059 | 115 425 | 123 085 | 147 943 | 151 103 |

## Administration

### Siège
Le siège de la communauté de communes est situé à Cayenne.

### Élus
Le conseil communautaire de la communauté d'agglomération se compose de 49 conseillers, représentant chacune des communes membres et élus pour une durée de six ans.
Ils sont répartis comme suit :
| Nombre de conseillers | Communes                      |
| --------------------- | ----------------------------- |
| 22                    | Cayenne                       |
| 12                    | Matoury                       |
| 9                     | Remire-Montjoly               |
| 4                     | Macouria                      |
| 1 (+ 1 suppléant)     | Montsinéry-Tonnegrande, Roura |

### Présidence
Le 6 novembre 2020, Serge Smock, maire de Matoury, est élu président et un bureau communautaire composé du président, de 9 vice-présidents et 3 conseillers est constitué.
|     | Attributions | Identité               | Qualité                             |
| --- | ------------ | ---------------------- | ----------------------------------- |
| 1er |              | Gilles Adelson         | Maire de Macouria                   |
| 2e  |              | Sandra Trochimara      | Maire de Cayenne                    |
| 3e  |              | Claude Plénet          | Maire de Remire-Montjoly            |
| 4e  |              | Patrick Lecante        | Maire de Montsinéry-Tonnegrande     |
| 5e  |              | Ly Phong               | Adjoint au maire de Roura           |
| 6e  |              | Anne-Michelle Robinson | Adjoint au maire de Matoury         |
| 7e  |              | Farah Kahn             | Adjoint au maire de Cayenne         |
| 8e  |              | Thierry Élibox         | Adjoint au maire de Remire-Montjoly |
| 9e  |              | Albanie Cippe          | Adjoint au maire de Matoury         |

| Période                                  | Période                   | Identité                  | Étiquette             | Qualité                                                                      |
| ---------------------------------------- | ------------------------- | ------------------------- | --------------------- | ---------------------------------------------------------------------------- |
| 1997                                     | 2001                      | Jean Ganty                | DVG                   | Maire de Remire-Montjoly (2007 → 2020)                                       |
| 2001                                     | 2014                      | Rodolphe Alexandre        | PSG puis DVG puis UMP | 1er adjoint au maire de Cayenne (1995 → 2008) Maire de Cayenne (2008 → 2010) |
| 2014                                     | novembre 2020 (démission) | Marie-Laure Phinéra-Horth | PSG                   | Maire de Cayenne (2010 → 2020)                                               |
| novembre 2020                            | En cours                  | Serge Smock               | DVG                   | Maire de Matoury (2017 →)                                                    |
| Les données manquantes sont à compléter. |                           |                           |                       |                                                                              |

### Régime fiscal et budget
Le régime fiscal de la communauté de communes est la fiscalité professionnelle unique (FPU).